# Kids' WB華納動畫天地
Kids' WB華納動畫天地（英語：Kids' WB），原本是美國的一個電視動畫時段，創立於1995年9月，目前星期六早晨在CW電視頻道中播放。該節目時段亦在香港播出，但播出時間不同。
2006年9月，澳洲Nine Network開播同名節目，但播放內容僅有澳洲本土製作之動畫節目。

## 歷史
1995年9月9日，Kids' WB華納動畫天地在WB電視頻道啟播，以後每逢星期六早上8:00-11:00及下午4:00 p.m.-5:00播出。1996年9月7日，Kids' WB星期六的早上時段延長至12:00。1997年9月1日，Kids' WB首次出現在平日時段，逢星期一至五早上7:00-8:00及下午3:00-5:00播出。
2001年9月3日，Kids' WB在未知原因的情況下取消了平日早晨時段。2006年1月2日，Kids' WB的所有下午時段被其他節目取代，剩下的星期六時段加長至早上7:00-12:00。2006年9月23日，Kids' WB!重新安排在CW電視頻道中播放，時間不變。

## 節目表
這最新時間表於2007年6月2日生效。
- 07:00: 超級狗英雄（Krypto the Superdog，兩集連播）
- 08:00: 樂一通超能特攻隊（Loonatics Unleashed）
- 08:30: 湯姆傑利小故事（Tom and Jerry Tales）
- 09:00: 胆小狗（Shaggy & Scooby-Doo Get a Clue!）
- 09:30: 阿尼正傳（Johnny Test）
- 10:00: 超能英雄團（Legion of Super Heroes）
- 10:30: 蝙蝠俠（The Batman）
- 11:00: 小林寺大决战（Xiaolin Showdown）
- 11:30: 阿尼正傳（Johnny Test）

## 澳洲
在澳洲，《Kids' WB華納動畫天地》在2006年9月16日於澳洲Nine Network啟播。但這本土化的動畫時段只是播放由澳洲本土製作的動畫影集，與美國的Kids' WB截然不同。

### 節目表
- The Shapies
- 經典樂一通
- The Shak
- Deadly
- The Sleepover Club

## 香港
在香港，Kids' WB華納動畫天地於香港有線電視兒童台的星期一至五上午10:15至11:15、下午4:15至5:15及晚上7:00至8:00播放。

## 外部連結
- 官方網站 （页面存档备份，存于）
- CW電視頻道 （页面存档备份，存于）